# 穆爾蘇特
35°40′N 8°01′E / 35.667°N 8.017°E

穆爾蘇特（阿拉伯语：‎），是阿爾及利亞的城鎮，位於該國東北部，由泰貝薩省負責管轄，是穆爾蘇特區的首府，面積296平方公里，2008年人口17,238，人口密度每平方公里58人。